# Relations de Kirchhoff
Ne doit pas être confondu avec Lois de Kirchhoff.
Les relations de Kirchhoff en thermochimie permettent d'exprimer les variations des propriétés thermochimiques en fonction de la température. La première relation au sujet de la variation de l'enthalpie fut proposée par le physicien allemand Gustav Kirchhoff en 1858.

## Énoncé
Soit une réaction chimique dont l'équation bilan est écrite selon la convention stœchiométrique :
en attribuant une valeur négative aux coefficients stœchiométriques des réactifs et positive à ceux des produits :
- {\displaystyle \nu _{i}<0} pour un réactif ;
- {\displaystyle \nu _{i}>0} pour un produit.

Les relations de Kirchhoff sont :
- pour une réaction à pression constante (processus isobare) :

| Relations de Kirchhoff isobares {\displaystyle {\frac {\mathrm {d} \Delta _{\rm {r}}H^{\circ }}{\mathrm {d} T}}=\Delta _{\rm {r}}C_{P}^{\circ }} {\displaystyle {\frac {\mathrm {d} \Delta _{\rm {r}}S^{\circ }}{\mathrm {d} T}}={\frac {\Delta _{\rm {r}}C_{P}^{\circ }}{T}}} |

- pour une réaction à volume constant (processus isochore) :

| Relations de Kirchhoff isochores {\displaystyle {\frac {\mathrm {d} \Delta _{\rm {r}}U^{\circ }}{\mathrm {d} T}}=\Delta _{\rm {r}}C_{V}^{\circ }} {\displaystyle {\frac {\mathrm {d} \Delta _{\rm {r}}S^{\circ }}{\mathrm {d} T}}={\frac {\Delta _{\rm {r}}C_{V}^{\circ }}{T}}} |

avec :
- {\displaystyle T} la température du mélange réactionnel ;
- {\displaystyle \Delta _{\rm {r}}C_{P}^{\circ }} la capacité thermique isobare standard de réaction à {\displaystyle T} ;
- {\displaystyle \Delta _{\rm {r}}C_{V}^{\circ }} la capacité thermique isochore standard de réaction à {\displaystyle T} ;
- {\displaystyle \Delta _{\rm {r}}H^{\circ }} l'enthalpie standard de réaction à {\displaystyle T} ;
- {\displaystyle \Delta _{\rm {r}}S^{\circ }} l'entropie standard de réaction à {\displaystyle T} ;
- {\displaystyle \Delta _{\rm {r}}U^{\circ }} l'énergie interne standard de réaction à {\displaystyle T}.

Les grandeurs standards de réaction sont elles-mêmes définies par :
{\displaystyle \Delta _{\rm {r}}X^{\circ }=\sum _{i=1}^{N}\nu _{i}\,{\bar {X}}_{i}^{\circ }}
avec :
- {\displaystyle X} la grandeur extensive considérée ({\displaystyle C_{P}}, {\displaystyle C_{V}}, {\displaystyle H}, {\displaystyle U} ou {\displaystyle S}) à {\displaystyle T} ;
- {\displaystyle \Delta _{\rm {r}}X^{\circ }} la grandeur standard de réaction à {\displaystyle T} ;
- {\displaystyle {\bar {X}}_{i}^{\circ }} la grandeur molaire du corps {\displaystyle i} dans son état standard à {\displaystyle T}, ou grandeur standard.

Remarques
- Les grandeurs standards, relatives aux propriétés des divers composants dans leur état standard, ne dépendent que de la température.
- Ces relations sont valables s'il n'y a pas de changement d'état physique de l'un des corps mis en jeu dans la réaction. Dans le cas contraire il faut tenir compte de l'enthalpie de changement d'état de ce corps.

## Démonstration

### Relations à pression constante

#### Pour l'enthalpie standard
À pression constante, pour tout composant {\displaystyle i}, la capacité thermique isobare standard est liée à l'enthalpie standard par la relation :
{\displaystyle {\frac {\mathrm {d} {\bar {H}}_{i}^{\circ }}{\mathrm {d} T}}={\bar {C}}_{P,i}^{\circ }}
La dérivée est une dérivée droite car les deux grandeurs ne dépendent que de la température.
En pondérant par le coefficient stœchiométrique du composant dans la réaction et en sommant sur l'ensemble des corps :
{\displaystyle \sum _{i=1}^{N}\nu _{i}\,{\frac {\mathrm {d} {\bar {H}}_{i}^{\circ }}{\mathrm {d} T}}={\frac {\mathrm {d} \sum _{i=1}^{N}\nu _{i}\,{\bar {H}}_{i}^{\circ }}{\mathrm {d} T}}=\sum _{i=1}^{N}\nu _{i}\,{\bar {C}}_{P,i}^{\circ }}
on obtient la relation de Kirchhoff :

#### Pour l'entropie standard
À pression constante, pour tout composant {\displaystyle i}, par définition, la capacité thermique isobare standard est liée à l'entropie standard par la relation :
{\displaystyle {\frac {\mathrm {d} {\bar {S}}_{i}^{\circ }}{\mathrm {d} T}}={\frac {{\bar {C}}_{P,i}^{\circ }}{T}}}
La dérivée est une dérivée droite car les deux grandeurs ne dépendent que de la température.
En pondérant par le coefficient stœchiométrique du composant dans la réaction et en sommant sur l'ensemble des corps :
{\displaystyle \sum _{i=1}^{N}\nu _{i}\,{\frac {\mathrm {d} {\bar {S}}_{i}^{\circ }}{\mathrm {d} T}}={\frac {\mathrm {d} \sum _{i=1}^{N}\nu _{i}\,{\bar {S}}_{i}^{\circ }}{\mathrm {d} T}}=\sum _{i=1}^{N}\nu _{i}\,{\frac {{\bar {C}}_{P,i}^{\circ }}{T}}={\frac {\sum _{i=1}^{N}\nu _{i}\,{\bar {C}}_{P,i}^{\circ }}{T}}}
on obtient la relation de Kirchhoff :

### Relations à volume constant

#### Pour l'énergie standard
À volume constant, pour tout composant {\displaystyle i}, la capacité thermique isochore standard est liée à l'énergie interne standard par la relation :
{\displaystyle {\frac {\mathrm {d} {\bar {U}}_{i}^{\circ }}{\mathrm {d} T}}={\bar {C}}_{V,i}^{\circ }}
La dérivée est une dérivée droite car les deux grandeurs ne dépendent que de la température.
En pondérant par le coefficient stœchiométrique du composant dans la réaction et en sommant sur l'ensemble des corps :
{\displaystyle \sum _{i=1}^{N}\nu _{i}\,{\frac {\mathrm {d} {\bar {U}}_{i}^{\circ }}{\mathrm {d} T}}={\frac {\mathrm {d} \sum _{i=1}^{N}\nu _{i}\,{\bar {U}}_{i}^{\circ }}{\mathrm {d} T}}=\sum _{i=1}^{N}\nu _{i}\,{\bar {C}}_{V,i}^{\circ }}
on obtient la relation de Kirchhoff :

#### Pour l'entropie standard
À volume constant, pour tout composant {\displaystyle i}, par définition, la capacité thermique isochore standard est liée à l'entropie standard par la relation :
{\displaystyle {\frac {\mathrm {d} {\bar {S}}_{i}^{\circ }}{\mathrm {d} T}}={\frac {{\bar {C}}_{V,i}^{\circ }}{T}}}
La dérivée est une dérivée droite car les deux grandeurs ne dépendent que de la température. 
En pondérant par le coefficient stœchiométrique du composant dans la réaction et en sommant sur l'ensemble des corps :
{\displaystyle \sum _{i=1}^{N}\nu _{i}\,{\frac {\mathrm {d} {\bar {S}}_{i}^{\circ }}{\mathrm {d} T}}={\frac {\mathrm {d} \sum _{i=1}^{N}\nu _{i}\,{\bar {S}}_{i}^{\circ }}{\mathrm {d} T}}=\sum _{i=1}^{N}\nu _{i}\,{\frac {{\bar {C}}_{V,i}^{\circ }}{T}}={\frac {\sum _{i=1}^{N}\nu _{i}\,{\bar {C}}_{V,i}^{\circ }}{T}}}
on obtient la relation de Kirchhoff :

## Applications

### Calcul de l'enthalpie standard de réaction à température donnée
L'enthalpie standard de réaction à température de référence {\displaystyle T^{\circ }}, {\displaystyle \Delta _{\rm {r}}H^{\circ }\!\left(T^{\circ }\right)}, se calcule à partir des enthalpies molaires des réactifs et produits dans leur état standard, à la température de référence {\displaystyle T^{\circ }} et à la pression de référence {\displaystyle P^{\circ }} :
{\displaystyle \Delta _{\rm {r}}H^{\circ }\!\left(T^{\circ }\right)=\sum _{i=1}^{N}\nu _{i}\,{\bar {H}}_{i}^{\circ }\!\left(P^{\circ },T^{\circ }\right)}
En intégrant la relation de Kirchhoff pour l'enthalpie en fonction de {\displaystyle T}, à {\displaystyle P^{\circ }} constante, on obtient l'enthalpie standard de réaction à n'importe quelle autre température {\displaystyle T}, à la pression de référence {\displaystyle P^{\circ }} :
| Enthalpie standard de réaction : {\displaystyle \Delta _{\rm {r}}H^{\circ }\!\left(T\right)=\Delta _{\rm {r}}H^{\circ }\!\left(T^{\circ }\right)+\int _{T^{\circ }}^{T}\Delta _{\rm {r}}C_{P}^{\circ }\,\mathrm {d} T} |

Il convient donc de connaître la pression de référence {\displaystyle P^{\circ }} de l'état standard des réactifs et produits.
Remarques
- C'est cette relation qui est parfois appelée relation de Kirchhoff ou loi de Kirchhoff. Elle peut également être appelée relation de Kirchhoff intégrée pour la distinguer de la relation donnée plus haut, {\displaystyle {\frac {\mathrm {d} \Delta _{\rm {r}}H^{\circ }}{\mathrm {d} T}}=\Delta _{\rm {r}}C_{P}^{\circ }}, appelée alors relation de Kirchhoff différentielle.
- Les enthalpies standards de réaction ont généralement des valeurs égales à plusieurs dizaines voire centaines de kJ/mol. En revanche, le terme correspondant à la variation de température prend des valeurs de l'ordre de quelques dizaines de J/mol. Il s'ensuit que ce terme est négligeable lorsque l'intervalle de température n'est pas trop grand (quelques dizaines voire quelques centaines de degrés) : les enthalpies standards de réaction peuvent être considérées comme constantes sur de courtes plages de température.

### Calcul de l'entropie standard de réaction à température donnée
L'entropie standard de réaction à température de référence {\displaystyle T^{\circ }}, {\displaystyle \Delta _{\rm {r}}S^{\circ }\!\left(T^{\circ }\right)}, se calcule à partir des entropies molaires des réactifs et produits dans leur état standard, à la température de référence {\displaystyle T^{\circ }} et à la pression de référence {\displaystyle P^{\circ }} :
{\displaystyle \Delta _{\rm {r}}S^{\circ }\left(T^{\circ }\right)=\sum _{i=1}^{N}\nu _{i}\,{\bar {S}}_{i}^{\circ }\!\left(P^{\circ },T^{\circ }\right)}
En intégrant la relation de Kirchhoff pour l'entropie en fonction de {\displaystyle T}, à {\displaystyle P^{\circ }} constante, on obtient l'entropie standard de réaction à n'importe quelle autre température {\displaystyle T}, à la pression de référence {\displaystyle P^{\circ }} :
| Entropie standard de réaction : {\displaystyle \Delta _{\rm {r}}S^{\circ }\!\left(T\right)=\Delta _{\rm {r}}S^{\circ }\!\left(T^{\circ }\right)+\int _{T^{\circ }}^{T}{\frac {\Delta _{\rm {r}}C_{P}^{\circ }}{T}}\,\mathrm {d} T} |

Il convient donc de connaître la pression de référence {\displaystyle P^{\circ }} de l'état standard des réactifs et produits.

### Constante d'équilibre d'une réaction chimique
L'enthalpie libre standard de réaction {\displaystyle \Delta _{\rm {r}}G^{\circ }} est liée à la constante d'équilibre {\displaystyle K} par la relation :
{\displaystyle \Delta _{\rm {r}}G^{\circ }\!\left(T\right)=\Delta _{\rm {r}}H^{\circ }\!\left(T\right)-T\cdot \Delta _{\rm {r}}S^{\circ }\!\left(T\right)=-RT\cdot \ln K\!\left(T\right)}
La constante d'équilibre à la température {\displaystyle T} et pression de référence {\displaystyle P^{\circ }} se calcule donc selon :
| Constante d'équilibre : {\displaystyle \Delta _{\rm {r}}G^{\circ }\!\left(T\right)=-RT\cdot \ln K\!\left(T\right)=\Delta _{\rm {r}}H^{\circ }\!\left(T^{\circ }\right)+\int _{T^{\circ }}^{T}\Delta _{\rm {r}}C_{P}^{\circ }\,\mathrm {d} T-T\cdot \Delta _{\rm {r}}S^{\circ }\!\left(T^{\circ }\right)-T\cdot \int _{T^{\circ }}^{T}{\frac {\Delta _{\rm {r}}C_{P}^{\circ }}{T}}\,\mathrm {d} T} |

La constante d'équilibre d'une réaction chimique peut donc être calculée sur la seule base des propriétés de ses réactifs et produits dans leur état standard. 
Le calcul a été effectué à pression de référence {\displaystyle P^{\circ }} constante : on considère ainsi que la constante d'équilibre {\displaystyle K} ne dépend que de la température {\displaystyle T}, il convient néanmoins de connaître la pression {\displaystyle P^{\circ }} à laquelle cette constante a été déterminée. Dans le calcul des équilibres chimiques, le changement de pression, de celle de l'état de standard {\displaystyle P^{\circ }} à celle de la réaction réelle {\displaystyle P}, se fait par les activités chimiques des produits regroupées dans le quotient de réaction {\displaystyle Q_{\rm {r}}} intervenant dans l'expression de l'enthalpie libre de réaction {\displaystyle \Delta _{\rm {r}}G} à pression {\displaystyle P} et température {\displaystyle T} de la réaction :
{\displaystyle \Delta _{\rm {r}}G^{\circ }\!\left(P^{\circ },T\right)=-RT\cdot \ln K}
{\displaystyle \Delta _{\rm {r}}G\!\left(P,T\right)=\Delta _{\rm {r}}G^{\circ }\!\left(P^{\circ },T\right)+RT\cdot \ln Q_{\rm {r}}}
{\displaystyle \Delta _{\rm {r}}G\!\left(P,T\right)=RT\cdot \ln \!\left({Q_{\rm {r}} \over K}\right)}
Exemple - Synthèse de l'iodure d'hydrogène.
Soit la réaction de synthèse de l'iodure d'hydrogène en phase gazeuse :
{\displaystyle {\rm {H_{2}(g)+I_{2}(g)\rightleftarrows 2\,HI(g)}}}
Les propriétés standards de ces espèces sont données dans le tableau suivant.
|                       | Enthalpie standard de formation {\displaystyle \Delta _{\text{f}}H_{298{,}15}^{\circ }} (J/mol) | Entropie molaire standard {\displaystyle {\bar {S}}_{298{,}15}^{\circ }} (J/(K·mol)) | Capacité thermique isobare molaire standard {\displaystyle {\bar {C}}_{P,298{,}15}^{\circ }} (J/(K·mol)) |
| --------------------- | ----------------------------------------------------------------------------------------------- | ------------------------------------------------------------------------------------ | --- |
| Hydrogène H2          | 0                                                                                               | 130,684                                                                              | 28,824                                                                                                   |
| Iode I2               | 62 438                                                                                          | 260,690                                                                              | 36,900                                                                                                   |
| Iodure d'hydrogène HI | 26 480                                                                                          | 206,594                                                                              | 29,158                                                                                                   |

On calcule :
- l'enthalpie standard de réaction à 298,15 K :

{\displaystyle \Delta _{\text{r}}H_{298{,}15}^{\circ }=\sum _{k=1}^{4}\nu _{k}\,\Delta _{\text{f}}H_{298{,}15,k}^{\circ }} = (-1) × 0 + (-1) × 62 438 + 2 × 26 480 = −9 478 J/mol ;
- l'entropie standard de réaction à 298,15 K :

{\displaystyle \Delta _{\text{r}}S_{298{,}15}^{\circ }=\sum _{k=1}^{4}\nu _{k}\,{\bar {S}}_{298{,}15,k}^{\circ }} = (-1) × 130,684 + (-1) × 260,690 + 2 × 206,594 = 21,814 J/(K·mol) ;
- la capacité thermique isobare de réaction à 298,15 K :

{\displaystyle \Delta _{\text{r}}C_{P,298{,}15}^{\circ }=\sum _{k=1}^{4}\nu _{k}\,{\bar {C}}_{P,298{,}15,k}^{\circ }} = (-1) × 28,824 + (-1) × 36,900 + 2 × 29,158 = −7,408 J/(K·mol).
En considérant que la capacité thermique isobare de réaction à 298,15 K {\displaystyle \Delta _{\text{r}}C_{P,298{,}15}^{\circ }} est constante, on a par intégration des relations de Kirchhoff :
- l'enthalpie standard de réaction à {\displaystyle T} :

{\displaystyle \Delta _{\text{r}}H^{\circ }=\Delta _{\text{r}}H_{298{,}15}^{\circ }+\Delta _{\text{r}}C_{P,298{,}15}^{\circ }\left(T-298{,}15\right)=-9478-7{,}408\times \left(T-298{,}15\right)} J/mol ;
- l'entropie standard de réaction à {\displaystyle T} :

{\displaystyle \Delta _{\text{r}}S^{\circ }=\Delta _{\text{r}}S_{298{,}15}^{\circ }+\Delta _{\text{r}}C_{P,298{,}15}^{\circ }\,\ln \!\left({T \over 298{,}15}\right)=21{,}814-7{,}408\times \ln \!\left({T \over 298{,}15}\right)} J/mol.
On a de façon générale :
À 298,15 K on a :
{\displaystyle \Delta _{\text{r}}G_{298{,}15}^{\circ }} = −15 982 J/mol
{\displaystyle K_{298{,}15}} ≈ 631
À 700 K on a :
{\displaystyle \Delta _{\text{r}}H_{700}^{\circ }} = −12 455 J/mol
{\displaystyle \Delta _{\text{r}}S_{700}^{\circ }} = 15,49 J/mol
{\displaystyle \Delta _{\text{r}}G_{700}^{\circ }} = −23 299 J/mol
{\displaystyle K_{700}} ≈ 54,77
En considérant l'approximation d'Ellingham, on a :
À 700 K on a :
{\displaystyle \Delta _{\text{r}}H_{700}^{\circ }} = −9 478 J/mol
{\displaystyle \Delta _{\text{r}}S_{700}^{\circ }} = 21,814 J/mol
{\displaystyle \Delta _{\text{r}}G_{700}^{\circ }} = −24 748 J/mol
{\displaystyle K_{700}} ≈ 70,25

### Relation de van 't Hoff
En divisant l'expression obtenue précédemment pour la constante d'équilibre {\displaystyle K} par {\displaystyle -RT} :
{\displaystyle \ln K\!\left(T\right)=-{\frac {\Delta _{\rm {r}}H^{\circ }\!\left(T^{\circ }\right)}{RT}}-{\frac {\int _{T^{\circ }}^{T}\Delta _{\rm {r}}C_{P}^{\circ }\,\mathrm {d} T}{RT}}+{\frac {\Delta _{\rm {r}}S^{\circ }\!\left(T^{\circ }\right)}{R}}+{\frac {\int _{T^{\circ }}^{T}{\frac {\Delta _{\rm {r}}C_{P}^{\circ }}{T}}\,\mathrm {d} T}{R}}}
puis en dérivant par {\displaystyle T} :
{\displaystyle {\frac {\mathrm {d} \ln K}{\mathrm {d} T}}=-\left[-{\frac {\Delta _{\rm {r}}H^{\circ }\!\left(T^{\circ }\right)}{RT^{2}}}\right]-\left[-{\frac {\int _{T^{\circ }}^{T}\Delta _{\rm {r}}C_{P}^{\circ }\,\mathrm {d} T}{RT^{2}}}+{\frac {\Delta _{\rm {r}}C_{P}^{\circ }}{RT}}\right]+0+{\frac {\Delta _{\rm {r}}C_{P}^{\circ }}{RT}}}
{\displaystyle {\frac {\mathrm {d} \ln K}{\mathrm {d} T}}={\frac {\Delta _{\rm {r}}H^{\circ }\!\left(T^{\circ }\right)+\int _{T^{\circ }}^{T}\Delta _{\rm {r}}C_{P}^{\circ }\,\mathrm {d} T}{RT^{2}}}\underbrace {-{\frac {\Delta _{\rm {r}}C_{P}^{\circ }}{RT}}+{\frac {\Delta _{\rm {r}}C_{P}^{\circ }}{RT}}} _{=0}}
et en identifiant l'enthalpie standard de réaction :
{\displaystyle \Delta _{\rm {r}}H^{\circ }\!\left(T\right)=\Delta _{\rm {r}}H^{\circ }\!\left(T^{\circ }\right)+\int _{T^{\circ }}^{T}\Delta _{\rm {r}}C_{P}^{\circ }\,\mathrm {d} T}
nous obtenons la relation de van 't Hoff :
| Relation de van 't Hoff : {\displaystyle {\frac {\mathrm {d} \ln K}{\mathrm {d} T}}={\frac {\Delta _{\rm {r}}H^{\circ }}{RT^{2}}}} |